# 気象情報 (気象庁)

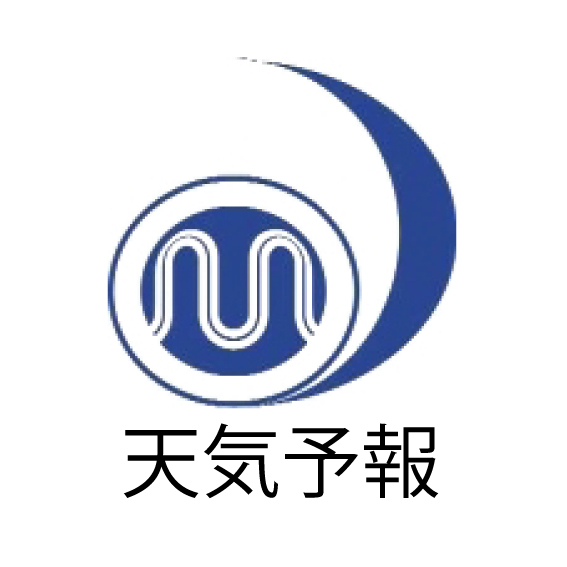
気象庁の天気予報のアイコン

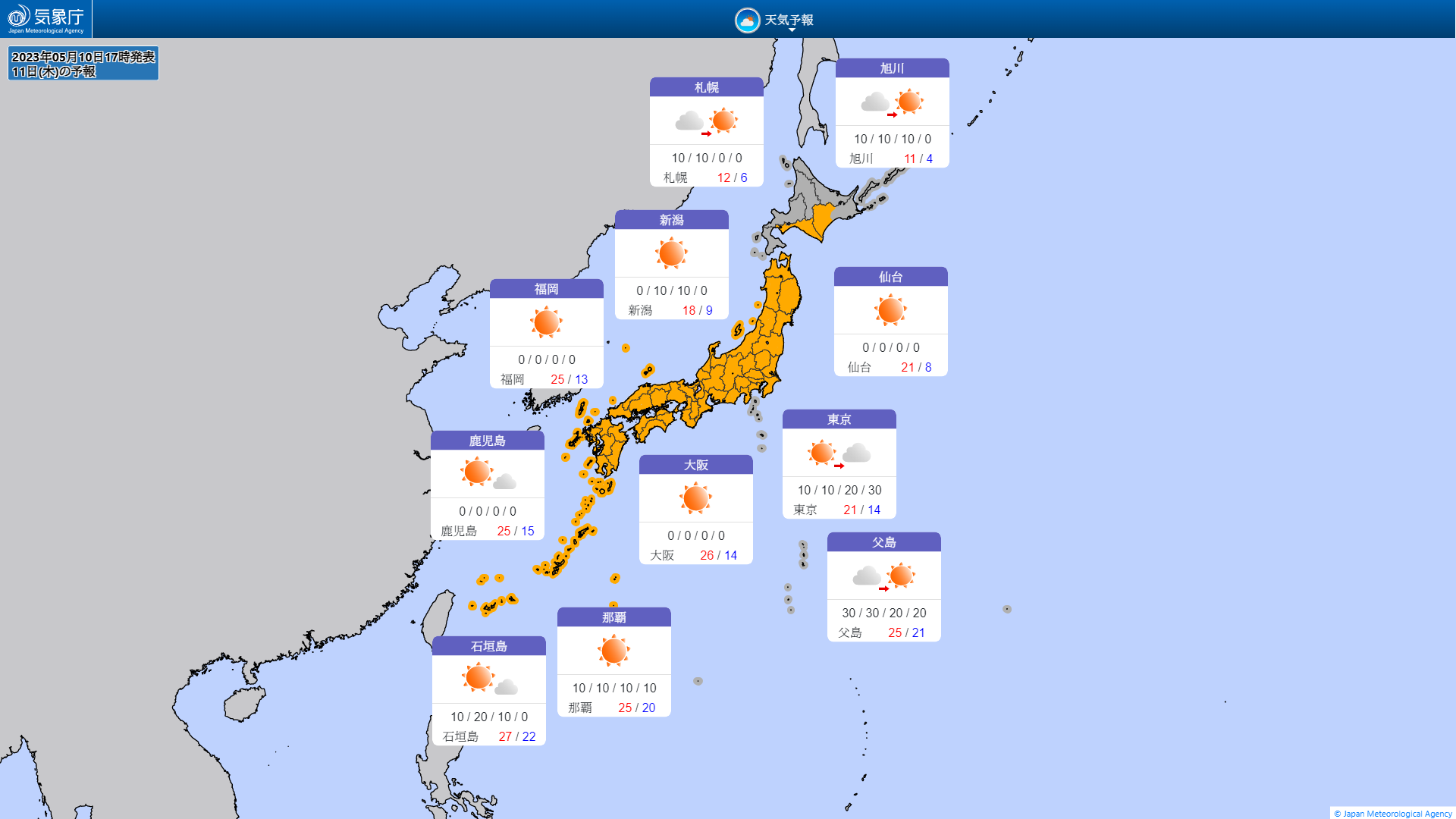
全般気象情報

気象情報（きしょうじょうほう）は、気象庁が発表する防災気象情報の一つ。

## 概説
気象に関する注意報・警報の前段階として注意を促したり、注意報・警報に補足的な情報を加えることを主な目的とする。
そのほか、少雨や高温・低温、梅雨入りや梅雨明けなど、長期的におこる気象現象についてその時点の情報を提供することもある。
注意報などと同じく、地方自治体や各機関へも伝えられ、災害への対策に役立っている。住民は気象庁のウェブサイトや報道によって情報を得ることができるが、注意報・警報ほどは周知されていないのが現状である。

## 気象情報の種類：対象地域による分類
- 全般気象情報：日本全国を対象とする情報。気象庁予報部が発表。
- 地方気象情報：北海道、東北、関東・甲信、東海、北陸、近畿、中国、四国、九州北部、九州南部・奄美、沖縄の11の予報区ごとに発表される情報。

北海道は札幌管区気象台、東北は仙台管区気象台、関東・甲信は気象庁予報部、東海は名古屋地方気象台、北陸は新潟地方気象台、近畿は大阪管区気象台、中国は広島地方気象台、四国は高松地方気象台、九州北部は福岡管区気象台、九州南部・奄美は鹿児島地方気象台、沖縄は沖縄気象台が担当する。
- 府県気象情報：各都道府県ごとの府県予報区ごとに発表される情報。

ただし、北海道は宗谷地方（稚内地方気象台担当）、上川・留萌地方（旭川地方気象台担当）、網走・北見・紋別地方（網走地方気象台担当）、釧路・根室地方（釧路地方気象台担当）、十勝地方（帯広測候所担当）、胆振・日高地方（室蘭地方気象台担当）、石狩・空知・後志地方（札幌管区気象台担当）、渡島・檜山地方（函館海洋気象台担当）の8地域に分割して発表される。
鹿児島県は奄美地方を除く地域（鹿児島地方気象台担当）と奄美地方（名瀬測候所担当）に分割される。
沖縄県は本島地方（沖縄気象台担当）、大東島地方（南大東島地方気象台担当）、宮古島地方（宮古島地方気象台担当）、八重山地方（石垣島地方気象台担当）の4地域に分割して発表される。
気象庁ホームページでは2006年5月10日より図形式の府県気象情報の掲載を開始した。対象は防災気象情報。2009年12月15日より潮位情報が追加。

## 気象情報の種類：対象の現象と情報の性格による分類
以下のものがある。「強風と高波及び高潮に関する○○県気象情報」「大雨と雷および突風に関する全般気象情報」「長雨と日照不足に関する○○県気象情報」のように、複数同時に発表される場合もある。

### 先行した注意喚起・情報の補足
現象が予想される5日程度前 - 当日に警報や注意報に先行して注意喚起を行う目的や、現象の発生中に観測値や注意事項などを知らせて警報や注意報を補完する目的のもの。
- 大雨に関する気象情報
  - 集中豪雨に関する情報や線状降水帯に関する半日程度前からの予測情報を含む。
- 大雪（雪）に関する気象情報
- 暴風（強風）に関する気象情報
- 暴風雪（風雪）に関する気象情報
- 高波に関する気象情報
- 黄砂に関する気象情報
- 台風に関する気象情報（全般気象情報は台風情報として発表され、別の扱いとなる）
  - 発達する熱帯低気圧に関する気象情報
- 低気圧に関する気象情報
- 強い冬型の気圧配置に関する気象情報
- 雷に関する気象情報
- 突風に関する気象情報
- 降ひょうに関する気象情報
- 潮位情報
  - 異常潮位に関する潮位情報
  - 副振動に関する潮位情報
- スモッグ気象情報（地方単位の発表に限る）

### 災害時に更なる警戒を求めるもの
重大な災害が差し迫っている場合に一層の警戒を呼びかける目的のもの。
見出しのみの短文で伝える気象情報
大雨・台風と1時間以内に発生のおそれがある竜巻が対象。災害の発生が差し迫っているとき、前節に挙げた表題および本文のない”見出しのみ”の文書形式で、簡略な解説・過去災害の引用・避難への言及を通して、災害の切迫度を伝える。2012年の梅雨期から開始。
「○○豪雨に匹敵」等の表現
見出しにて、「○○豪雨に匹敵」のように過去の災害を引用した言及、あるいは「激しい雨を降らせる雨雲が、○○県南部で停滞」のように顕著な気象状況を簡潔に述べ、危機感を伝える。また、時間帯によっては「明るいうちの避難を心がけてください」など避難に関する留意事項を伝える。
「50年に一度の記録的な大雨」の表現
見出しのみの形式で「○○市では、50年に一度の記録的な大雨となっているところがあります」のように述べ、切迫した状況であることを伝える。このとき、大雨特別警報の複数ある基準のうち、降水量または土壌雨量指数が50年に一回相当の値を超えており、厳重な警戒が必要なことを意味する。特に離島の局地的大雨は特別警報の基準である”基準値超過の地域的広がり”を満たさない場合があり、この情報が最大級の警戒を呼び掛けるものとなる。
顕著な大雨に関する情報
大雨による災害発生の可能性が高まり、線状の降水帯により非常に激しい雨が同じ場所で降り続いている状況で発表される。
記録的短時間大雨情報
大雨の発生中に顕著な値（1時間雨量）を観測したとき、警戒の呼びかけや解説を行う。府県単位の発表。
記録的な大雨に関する気象情報
「これまでに経験したことのないような大雨」などの記述で、稀な現象が起こっており危機的な状況であることを伝える。上記の表題、かつ本文のない”見出しのみ”の文書形式。2012年の梅雨期から開始。特別警報発表時に発表される。
顕著な大雪に関する気象情報
短時間に顕著な降雪を観測したとき、交通障害の恐れなどに言及し、警戒の呼びかけや解説を行う。府県単位の発表。2018年12月に北陸地方で試験運用開始、2019年冬から日本海側各県で開始。

### 社会影響の大きな現象に関するもの
社会的に影響の大きい天候に関する注意喚起や解説を行う目的のもの。
- 少雨に関する気象情報
- 長雨に関する気象情報
- 低温に関する気象情報
- 高温に関する気象情報
- 日照不足に関する気象情報
- 梅雨の時期に関する気象情報（地方単位の発表に限る）
  - 梅雨入りに関するお知らせ
  - 梅雨明けに関するお知らせ
- 最高気温に関する気象情報（2003年夏、電力不足に陥った関東・甲信地方で発表された）

## 別格の情報
気象情報の一種ではあるが、以下のように別格として扱われる情報がいくつかある。

### 竜巻注意情報
雷注意報の発表期間中に、突風（竜巻・ダウンバースト・ガストフロントなど）の恐れが高まったことを知らせて雷注意報を補完する目的のもの。ナウキャスト（現在進行予報）の「竜巻発生確度ナウキャスト」とリンクしており、竜巻発生確度ナウキャストで発生確度2となった地域に、天気予報区を単位に発表される。

### 土砂災害警戒情報
大雨注意報（土砂災害）・大雨警報（土砂災害）の発表期間中に、土砂災害（土石流・急傾斜地崩壊）発生の恐れが高まったことを知らせて注意報・警報を補完する目的のもの。気象庁と都道府県が共同で発表するもので、市町村毎である。地域により基準が異なり、土壌雨量指数、起算時点から過去1時間の雨量、各地の土砂災害の発生履歴を総合的に勘案している。

### 早期天候情報
中期予報に基づき起算日の6 - 14日後について、早期に著しい高温や低温、降雪の注意喚起を行う目的のもの。5日間の平均気温が平年よりも「かなり高い」「かなり低い」、また5日間の降雪量が「かなり多い」確率が30%以上の場合に発表される。地方単位の発表。

### 高温注意情報
東日本大震災による電力危機で節電運動が推進されている状況下において、過度な冷房等の抑制による熱中症防止を主な目的として、2011年夏季以降導入されている。2011年は電力危機の可能性が低い北海道と沖縄県は対象外であったが、2012年夏季は全都道府県が対象となった。府県単位の発表。

## 報道で用いられる気象情報
住民は主として報道によって気象情報を得ているが、その仕方は報道機関ごとに異なっている。テレビ放送による報道の場合、NHKなどでは、「気象庁では、○○に関する（気象）情報を出して、警戒するよう呼びかけています」などと言うことが多い。しかし、民放ではよく「気象庁は○○の恐れがあるとして警戒を呼びかけています」のように、あえて「気象情報」という語を避けた表現が使われている。これは、気象情報が天気予報とほぼ同義に使用されているため、混乱を回避するためと思われる。
なお、梅雨入り・梅雨明けに関しては、「気象庁は○○地方が梅雨入りしたと発表しました」「気象庁は○○地方が梅雨明けしたものとみられると発表しました」と、どの報道機関も気象情報として発表されたことが分かる表現を用いていない。